# Občina Prevalje
Občina Prevalje (německy Prävali) je jednou z 212 občin ve Slovinsku. Nachází se v Korutanském regionu na území historických Korutan. Občinu tvoří 12 sídel, její rozloha je 58,1 km² a k 1. lednu 2017 zde žilo 6 753 obyvatel. Správním střediskem občiny je město Prevalje.

## Členění občiny
Občina se dělí na sídla: Belšak, Breznica, Dolga Brda, Jamnica, Kot pri Prevaljah, Leše, Lokovica, Poljana, Prevalje, Suhi Vrh, Šentanel, Zagrad.